# Baróti Pál

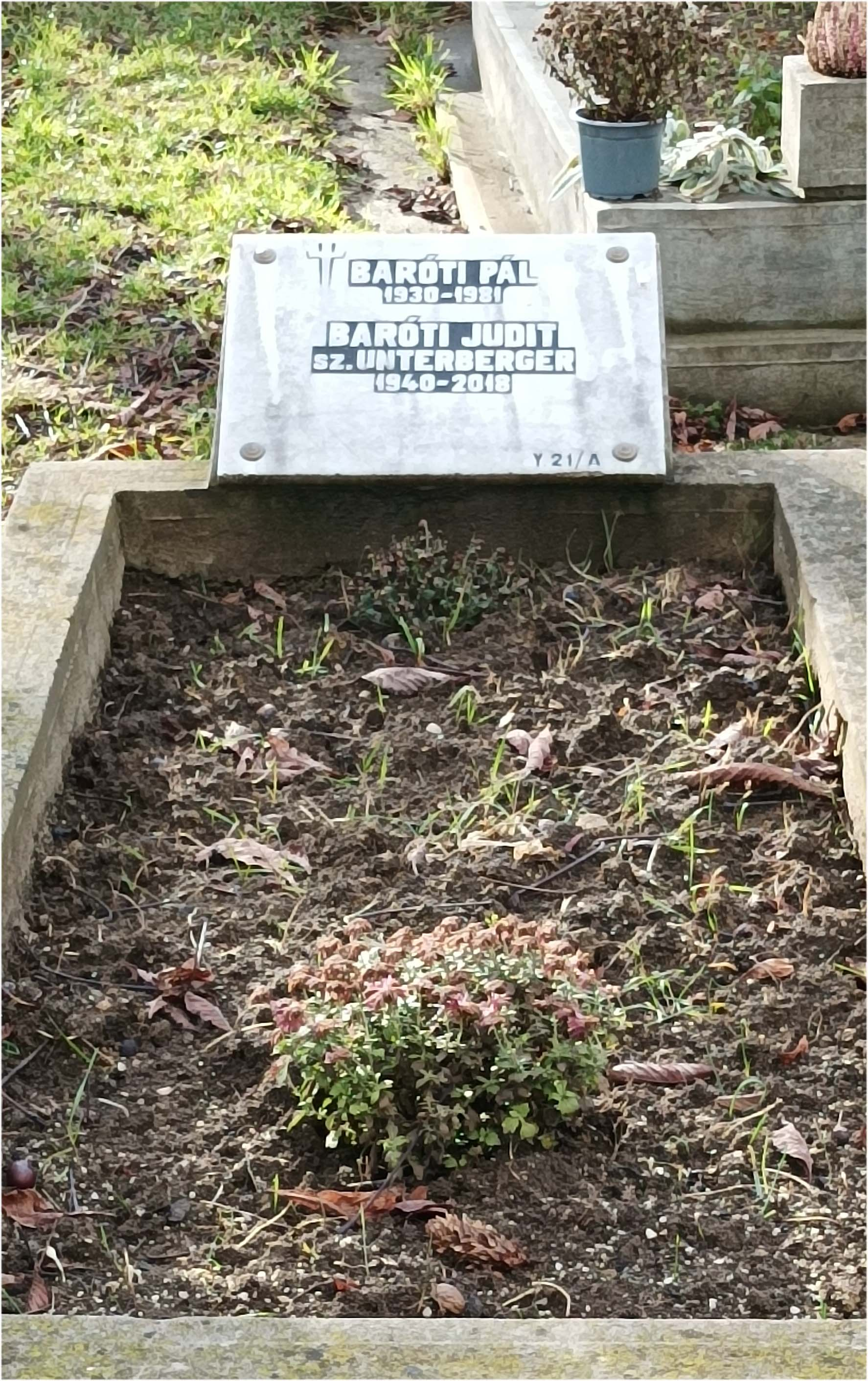
Sírja a Házsongárdi új temetőben

Baróti Pál, írói álneve Persán Béla. (Budapest, 1930. június 1. – Budapest, 1981. július 23.) magyar irodalomkritikus, újságíró, Bretter György testvére, Baróti Judit férje.

## Életútja
A Bolyai Tudományegyetemen a magyar szak elvégzése után szatmári, bukaresti, nagybányai és kolozsvári napilapok szerkesztőségében dolgozott. 1959-től 1970-ig az Utunk belső munkatársa, majd A Hét irodalmi szerkesztője. A kortárs romániai magyar próza, főleg az ifjúsági irodalom termését követte figyelemmel, keményen bírálva a művészietlenül didaktikus ifjúsági regényeket. Karácsony Benő műveinek 1968-ban megjelent ötkötetes sorozatához átfogó kísérő tanulmányt írt (közli a Tavaszi ballada c. kötet) és előszóval látta el Csehi Gyula Felvilágosodástól felvilágosodásig (1972) c. munkáját.